# Cúp bóng đá Estonia 1939
Cúp bóng đá Estonia 1939 (tiếng Estonia: Eesti Karikas) là mùa giải thứ hai của giải đấu bóng đá loại trực tiếp ở Estonia. Có tổng cộng 11 đội tham gia giải đấu. Trong trận chung kết diễn ra ngày 6 tháng Mười Một tại Sân vận động Kadriorg ở Tallinn, Tallinna Jalgpalliklubi giành chiến thắng 4–1 trước ESS Kalev Tallinn.

## Vòng sơ loại
| Đội nhà         | Tỉ số      | Đội khách         |
| --------------- | ---------- | ----------------- |
| SS Kalev Pärnu  | đi tiếp    | VS Sport Tallinn  |
| THK Narva       | 3–2        | KS Võitleja Narva |
| SK Raudla Tartu | 0–0 (h.p.) | SÜ Esta Tallinn   |
| Đá lại          |            |                   |
| SÜ Esta Tallinn | đi tiếp    | SK Raudla Tartu   |

## Tứ kết
| Đội nhà                 | Tỉ số      | Đội khách         |
| ----------------------- | ---------- | ----------------- |
| PK Olümpia Tartu        | 2–8        | ESS Kalev Tallinn |
| Tallinna Jalgpalliklubi | 6–5        | VS Sport Tallinn  |
| SS Tervis Pärnu         | 1–2        | SÜ Esta Tallinn   |
| THK Narva               | 3–2 (h.p.) | ÜENÜTO            |

## Bán kết
| Đội nhà                 | Tỉ số | Đội khách       |
| ----------------------- | ----- | --------------- |
| Tallinna Jalgpalliklubi | 6–2   | THK Narva       |
| ESS Kalev Tallinn       | 1–0   | SÜ Esta Tallinn |

## Chung kết
| Đội nhà                 | Tỉ số | Đội khách         |
| ----------------------- | ----- | ----------------- |
| Tallinna Jalgpalliklubi | 4–1   | ESS Kalev Tallinn |